# Pisaura bobbiliensis
Pisaura bobbiliensis är en spindelart som beskrevs av C. Adinarayana Reddy och Patel 1993. Pisaura bobbiliensis ingår i släktet Pisaura och familjen vårdnätsspindlar. Inga underarter finns listade i Catalogue of Life.